# (20446) 1999 JB80
1999 جاي بي 80 (ويعرف أيضًا باسم (20446) 1999 جاي بي 80 وفق تسمية الكوكب الصغير) (بالإنجليزية: 1999 JB80)‏ هو كويكب ضمن حزام الكويكبات؛ وترتيبه 20446 من حيث الاكتشاف.
اكتُشف هذا الجُرم الفلكي بواسطة بحث لنكولن عن الكويكبات القريبة من الأرض في 14 مايو 1999.

## وصلات خارجية
- (20446) 1999 JB80 في قاعدة بيانات مختبر الدفع النفاث لأجرام النظام الشمسي الصغيرة

- الاكتشاف · مخطط المدار ·  العناصر المدارية · المعلمات المادية

- (20446) 1999 JB80 على موقع ويكي سكاي: DSS2, SDSS, GALEX, IRAS, Hydrogen α, X-Ray, Astrophoto, Sky Map, Articles and images